# 六分儀座41
六分儀座41，又名BD-08 3018，HD 93903、SAO 137823、HR 4237，是六分儀座的一颗恒星，视星等为5.79，位于銀經259.52，銀緯43.53，其B1900.0坐标为赤經10h 45m 17s，赤緯-8° 43.53′ 5″。